# Federico Ceccherini
Federico Ceccherini (* 11. Mai 1992 in Livorno) ist ein italienischer Fußballspieler, der auf Position des Verteidigers zum Einsatz kommt. Er steht derzeit bei der US Cremonese in der Serie B unter Vertrag. Er kann sowohl als Innenverteidiger, als auch auf den Außenbahnen zum Einsatz kommen.

## Karriere

### Im Verein
Ceccherini begann 2010 bei seinem Heimatverein AS Livorno. In der Saison 2011/12 wurde er an die US Pistoiese verliehen, wo er sich als Stammspieler etablierte. Seit seiner Rückkehr zu Livorno 2012 war er auch dort zum Stammspieler aufgestiegen. Nach vier Jahren in Livorno wechselte Ceccherini 2016 zum Serie-A-Aufsteiger FC Crotone, mit dem er 2016/17 den Klassenerhalt schaffte. Im Juli 2018 schloss sich der Italiener AC Florenz an. Dort blieb er bis Oktober 2020, als er zunächst auf Leihbasis und im Anschluss fest zu Hellas Verona wechselte. Für die Saison 2023/24 wechselte er per Leihe zu Fatih Karagümrük SK in die Türkei. Nach der Leihe wechselte er Ende August 2024 zur US Cremonese in die Serie B.

### In der Nationalmannschaft
Ceccherini wurde 2013 für die Italienische U-21-Nationalmannschaft nominiert, blieb jedoch ohne Einsatz. Im Mai 2017 wurde er von Nationaltrainer Gian Piero Ventura für das Freundschaftsspiel gegen San Marino am 31. Mai nominiert, blieb jedoch auch dort ohne Einsatz. Seither wurde er nicht mehr berücksichtigt.